# Мартуни (река)
Мартуни́ (арм. Մարտունի) — река, протекающая в Армении, в областях Вайоцдзорской и Гехаркуникской областях. Впадает в озеро Севан.

## Описание
Исток реки расположен на высоте 3300 метров над уровнем моря, на севере Вайоцдзорской области, на северных склонах Варденисского хребта. Течёт на север. Впадает в озеро Севан у города Мартуни.
Длина реки составляет 27,6 км, площадь водосборного бассейна 101 км². Речная долина имеет V-образную форму в верхнем течении и желобчатую форму в среднем. Питание в преимущественно снеговое (58 %), половодье в апреле-мае. Среднегодовой расход воды составляет 1,44 м³/с. Вода используется для орошения. Течение быстрое. Летом пересыхает.

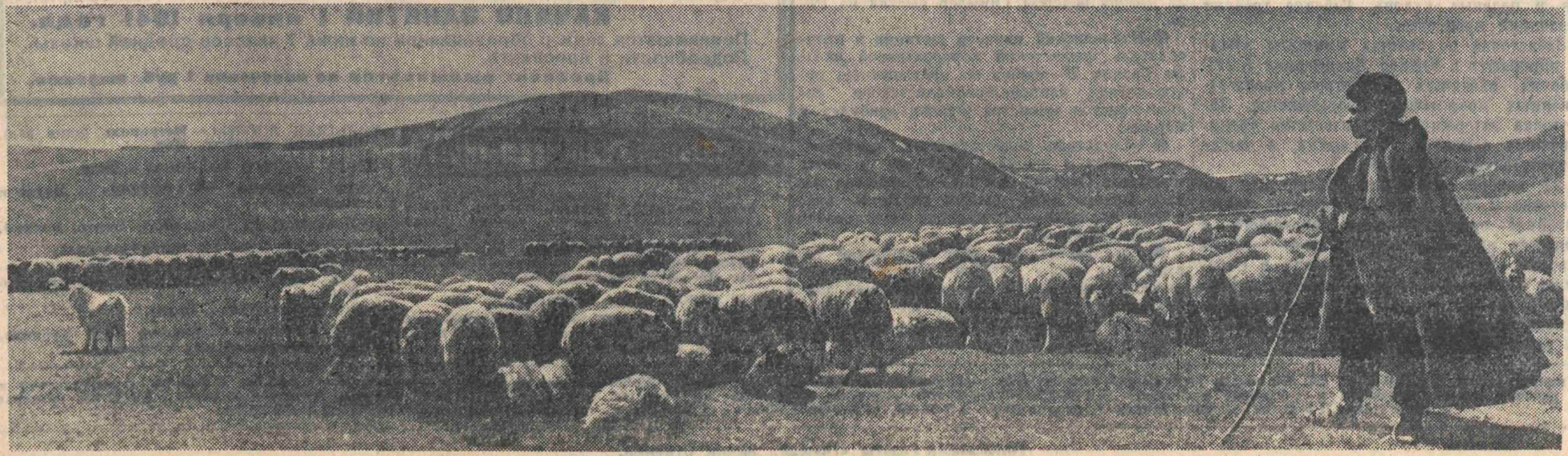
В долине Мартуни. 1940 год.